# The Vanity Pool
The Vanity Pool er en amerikansk stumfilm fra 1918 af Ida May Park.

## Medvirkende
- Mary MacLaren - Marna Royal
- Anna Q. Nilsson - Carol Harper
- Thomas Holding - Gerald Harper
- Marin Sais - Diana Casper
- Virginia Chester - Royal